# Jan Kubiš
Jan Kubiš   (Dolní Vilémovice, 24 de juny de 1913 - Praga, 18 de juny de 1942) fou un soldat txec de l'exèrcit txecoslovac que participà en l'Operació Antropoide, l'assassinat del Reichsprotektor interí de Bohèmia i Moràvia, el SS-Obergruppenführer Reinhard Heydrich.

## Biografia
Jan Kubiš va néixer el 1913 a Dolní Vilémovice, Moràvia (aleshores territori d'Àustria-Hongria i actualment a la República Txeca). Jan va ser Boy Scout. Després de fer el servei militar va romandre a l'exèrcit com a oficial sense destí i va assolir el grau de sergent.
A l'inici de la Segona Guerra Mundial, el juny de 1939, va passar a Polònia i d'allà a França on va ser incorporat a Agde, com molts altres txecoslovacs, a la Legió Estrangera. Va lluitar durant la retirada de l'exèrcit aliat i va ser condecorat amb la Creu de Guerra francesa. Després de la derrota va passar al Regne Unit, on va formar part de la brigada d'infanteria de 'Txecoslovacs Lliures' estacionada a Cholmondeley Castle, al Cheshire i va rebre entrenament com a paracaigudista.

## L'Operació Antropoide
Jan Kubiš va ser un dels dos voluntaris (un txec – ell mateix - i un eslovac – Jozef Gabčík) encarregats de dur a terme l'Operació Antropoide. De fet, Kubiš va ser designat a proposta de Gabčík en substitució del sergent txec Karel Svoboda, que havia patit una lesió durant l'entrenament. L'operació, ideada pel president txecoslovac a l'exili, Edvard Beneš i el cap dels seus serveis d'intel·ligència, el General František Moravec, tenia com a objectiu assassinar el SS-Obergruppenführer Reinhard Heydrich, Reichsprotektor de Bohèmia i Moràvia. Heydrich, a més d'ostentar aquest càrrec, en el qual va guanyar-se els malnoms de "Carnisser de Praga", "Bèstia Rossa" i "El Botxí", era la mà dreta de Heinrich Himmler, cap de l'Oficina Principal de Seguretat del Reich i el principal arquitecte de la Solució final per a l'extermini dels jueus.
Després d'un entrenament exhaustiu en diversos indrets de la Gran Bretanya, ell i Jozef Gabčík van volar cap a Txecoslovàquia el 28 de desembre de 1941 a la nit, compartint vol amb cinc soldats més de l'exèrcit txecoslovac a l'exili, els escamots Silver A i Silver B amb missions diferents i ignorant cada equip la missió dels altres. Gabčík i Kubiš van saltar amb paracaigudes el 29 de desembre cap a les 2h de la matinada prop de Praga i no, com era previst, a la zona més segura de Pilsen. La causa de l'error va ser una nevada recent que emmascarava els punts de referència i que va dificultar l'orientació dels pilots. Un cop a Praga, es van posar en contacte amb algunes famílies, entre les quals destaca la família Moravec, i organitzacions anti-nazis que els van ajudar durant la preparació de l'atemptat.
El 27 de maig de 1942, a 2/4 d'11 del matí, Heydrich es va desplaçar com cada dia des de la seva residència a Panenské Břežany al castell de Praga, amb retard respecte a l'horari habitual. Com feia tot sovint, viatjava sense escorta en un Mercedes-Benz descobert sense blindar. Gabčík i Kubiš l'esperaven a la parada de tramvia de la corba propera a l'hospital Bulovka, al barri Praga 8-Libeň. Quan el cotxe de Heydrich va reduir velocitat a causa de la corba, Gabčík s'hi va plantar al davant per disparar, però la seva metralladora Sten es va encallar. Heydrich, ignorant l'amenaça que representava Kubiš al seu darrere, va fer aturar el vehicle per disparar a l'atacant. Kubiš va aprofitar per llançar una granada antitancs modificada, que va explotar a l'aire, poc més amunt del flanc dret del Mercedes. La metralla, després de travessar la carrosseria posterior dreta del vehicle i el seient del copilot va impactar el cos de Heydrich, introduint-hi bocins de metall i fibres del farcit del seient. Kubiš també va resultar ferit per la metralla. Heydrich, aparentment il·lès, va voler perseguir Gabčík que fugia en bicicleta, però es va esfondrar de seguida. El conductor, SS-Oberscharführer Klein, que havia començat a perseguir Kubiš, va tornar per ajudar-lo. Heydrich li va ordenar que capturés Gabčík, cosa que no va aconseguir, ja que aquest, després d'una persecució pels carrerons del barri, es refugià en un portal, li va disparar dues vegades amb el revòlver i el va ferir. Kubiš, al seu torn, va poder arribar a un pis franc on un metge lligat a la resistència li va curar les ferides. Kubiš i Gabčík quedaren convençuts que havien fracassat. Heydrich va ingressar a l'hospital Bulovka, on va ser operat i va evolucionar favorablement. Però va patir una septicèmia, probablement causada per les fibres del seient, que li va causar la mort el 4 de juny de 1942 al matí.

## Recerca dels paracaigudistes i repressió
Kubiš i Gabčík s'amagaren primer amb dues famílies de Praga i després es refugiaren a l'Església Karel Boromejsky, ortodoxa, junt amb altres paracaigudistes.
La investigació va determinar ràpidament que l'acció havia estat organitzada amb participació britànica i havia comptat amb suport de la resistència local. Tanmateix, la Gestapo i les SS van ser incapaces d'identificar els executors ni qui hi havia col·laborat. Això va desfermar una repressió brutal, com al poble de Lidice amb l'assassinat massiu dels habitants i l'arranament posterior de les cases. El 16 de juny, però, Karel Čurda, membre d'un altre escamot de paracaigudistes, el grup Out Distance, va delatar totes les persones que coneixia relacionades amb l'operació Antropoide i amb la resistència, cobrant una recompensa de mig milió de Reichsmarks. La seva delació va implicar immediatament la detenció i tortura de la família Moravec i va conduir els alemanys a l'església. El 18 de juny van desplaçar-hi 700 membres de la Gestapo i les SS. Jan Kubiš, el Tinent Adolf Opálka, cap del grup Out Distance i un altre paracaigudista, parapetats al cor, van impedir-los l'entrada a l'església durant dues hores fins que van morir en el combat o, en el cas de Jan Kubiš, immediatament després a causa de les ferides. Quatre resistents més, entre ells Jozef Gabčík, refugiats a la cripta, van resistir-hi encara cinc hores, repel·lint tots els atacs. Per desallotjar-los o ofegar-los, els alemanys hi van desplaçar una unitat de bombers i van intentar inundar la cripta, però els paracaigudistes van frustrar els seus intents. Finalment, en esgotar les municions, es van suïcidar abans de caure en mans dels nazis.
Els alemanys van fer pagar als txecs el seu fracàs en no poder capturar vius els paracaigudistes malgrat els mitjans abocats: van repetir les matances i destruccions de Lidice amb el poble de Ležáky, on hi havia una emissora de la resistència que havia estat denunciada per Karel Čurda i van detenir, torturar i assassinar o deportar al camp d'extermini de Mauthausen les persones denunciades per ell, les que van poder relacionar amb l'atemptat i ciutadans triats a l'atzar. Entre els assassinats només un 21% estaven relacionats directament amb la resistència. En la repressió varen perdre la vida membres de l'Església Ortodoxa acusats de col·laborar amb els amagats a Sants Ciril i Metodi, entre els quals el mateix bisbe ortodox Gorazd. També van morir la xicota de Jan Kubiš, Anna Malinová i els familiars de tots els paracaigudistes amagats. Només se salvaren les germanes de Jozef Gabčík i les seves famílies, que vivien a Eslovàquia i no estaven directament a l'abast de la Gestapo.
D'altra banda, Antropoide va ser l'única operació aliada en tota la guerra que va aconseguir assassinar un alt jerarca nazi. Tant aquest fet com la sagnant repressió van conduir el Regne Unit i França a revocar l'acord de Múnic pel qual havien acceptat la incorporació a Alemanya de la regió txeca dels Sudets.

## Reconeixements
Les pel·lícules Hangmen Also Die! (1943), Hitler's Madman (1943), The Silent Village (1943), Atentát (1964), Operació Trenc d'Alba (1975), Lidice (2011), Operació Anthropoid (2016) i The Man with the Iron Heart (2017) tracten sobre l'afer.